# 地獄のローパー、緊縛・SM・18才
地獄のローパー、緊縛・SM・18才（Aka:「SM18才」クレーン、宙吊り（ビデオタイトル）、S&M Hunter（英語タイトル））は、1986年に製作、公開された片岡修二監督のピンク映画である。製作は国映。1985年公開の『逆さ吊し縛り縄』の続編に当たる。
2008年9月にテキサスのオースティン・ファンタシティック映画祭、2009年2月にサンフランシスコインデペンデント映画祭にて上映され、好評を博す。
2009年1月14日、アメリカで「S&M hunter」と題してDVDが発売された。現在アメリカではカルト的な人気を誇る。

## ストーリー
恋人の渉を女暴走族集団、ボンバーズに誘拐された佐伯は、倒錯の館というSMクラブを訪れる。そこには、どんな女でもその華麗な縄さばきによって従順な奴隷にしてしまう無敵のアンチ・ヒーロー、地獄のローパーがいる。ローパーは、渉の救出を引受け、一路ボンバーズのアジトへと向かう。
その頃ボンバーズに一人の少女が訪れる。彼女の名前はメグ、男に負けないことを信条にしているこのチームの噂を聞いて訪れたらしい。彼女は男に一度負けて復讐したいのだと云う。ボンバーズのボス、マチコは訝しみながらも脱走した渉を捉えた功績を認め、メグをボンバーズの一員に加える。
ボンバーズのアジトに辿り着いたローパーは、単身潜入し次々と女たちをその華麗な縄縛りによって屈服させていく。ついには渉を助け出し、マチコはローパーの縄に恋焦がれるようになる。後日、マチコはローパーのもとを訪れ、二人は、倒錯の縄プレイに耽る。しかし、ローパーは彼女の愛に答えようとしない、なぜなら彼曰く、自分を博愛のサディストであり、一人の女を愛するわけにはいかないからだ、と。
ボンバーズのアジトでは、メグが男に屈服したメンバーに対し激昂していた。激昂の理由はそれだけではない。実はメグの復讐の相手こそローパーだったのだ。メグはローパーに果たし合いを申し入れ、遂に二人は相対する。

## キャスト
- 地獄のローパー：下元史朗
- メグ：早乙女宏美
- マチコ：清川鮎
- 倒錯の館の主人：池島ゆたか
- 佐伯：外波山文明

## スタッフ
- 監督：片岡修二
- 脚本：片岡修二
- 原作：春野妖鬼
- 製作：朝倉大介
- 撮影：志村敏雄
- 音楽：芥川たかし
- 編集：酒井正次